# Lescun (Pyrénées-Atlantiques)
Pour les articles homonymes, voir Lescun.
Lescun (prononcé [lɛskœ̃] ; en béarnais Lascun ou Lascu) est une commune française, située dans le département des Pyrénées-Atlantiques en région Nouvelle-Aquitaine.
Le gentilé est Lescunois.

## Géographie

### Localisation
La commune de Lescun se trouve dans le département des Pyrénées-Atlantiques, en région Nouvelle-Aquitaine et est frontalière avec l'Espagne (communauté forale de Navarre et communauté autonome d'Aragon).
Elle se situe à 67 km par la route de Pau, préfecture du département, et à 36 km d'Oloron-Sainte-Marie, sous-préfecture.
Les communes les plus proches sont : 
Cette-Eygun (3,7 km), Lées-Athas (4,6 km), Accous (5,3 km), Borce (5,7 km), Etsaut (5,8 km), Osse-en-Aspe (7,0 km), Bedous (7,8 km), Urdos (9,4 km).
Sur le plan historique et culturel, Lescun fait partie de la province du Béarn, qui fut également un État et qui présente une unité historique et culturelle à laquelle s’oppose une diversité frappante de paysages au relief tourmenté.
La commune est frontalière avec l'Espagne (Aragon et Navarre) au sud-ouest.

### Communes limitrophes
Les communes limitrophes sont  Accous, Ansó, Isaba-Izaba et Lées-Athas.
|            | Lées-Athas |        |
| Isaba (es) | Lescun     | Accous |
| Ansó (es)  |            |        |

Représentations cartographiques de la commune
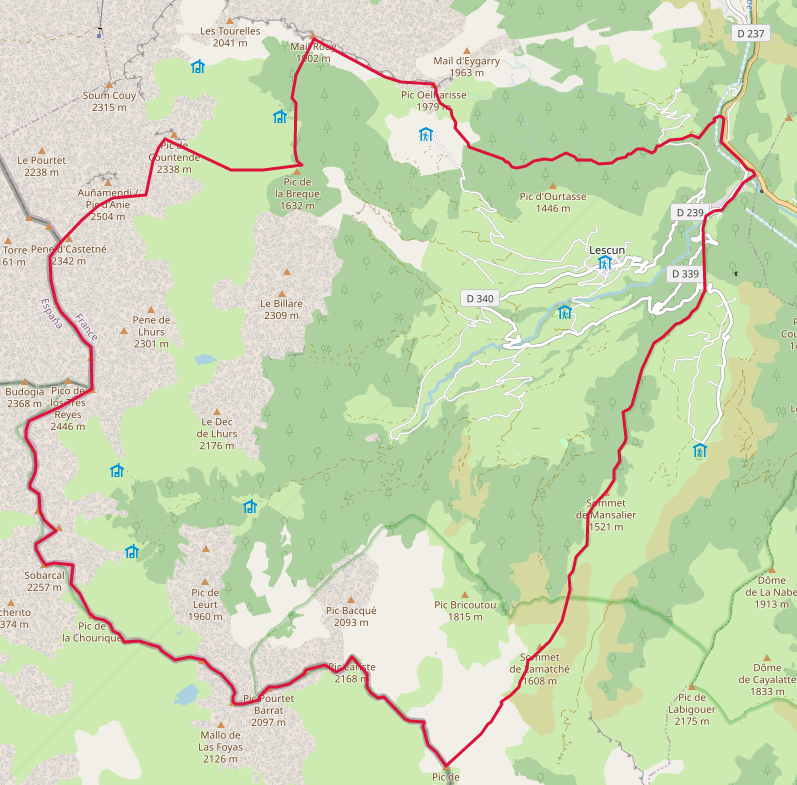
Carte OpenStreetMap.
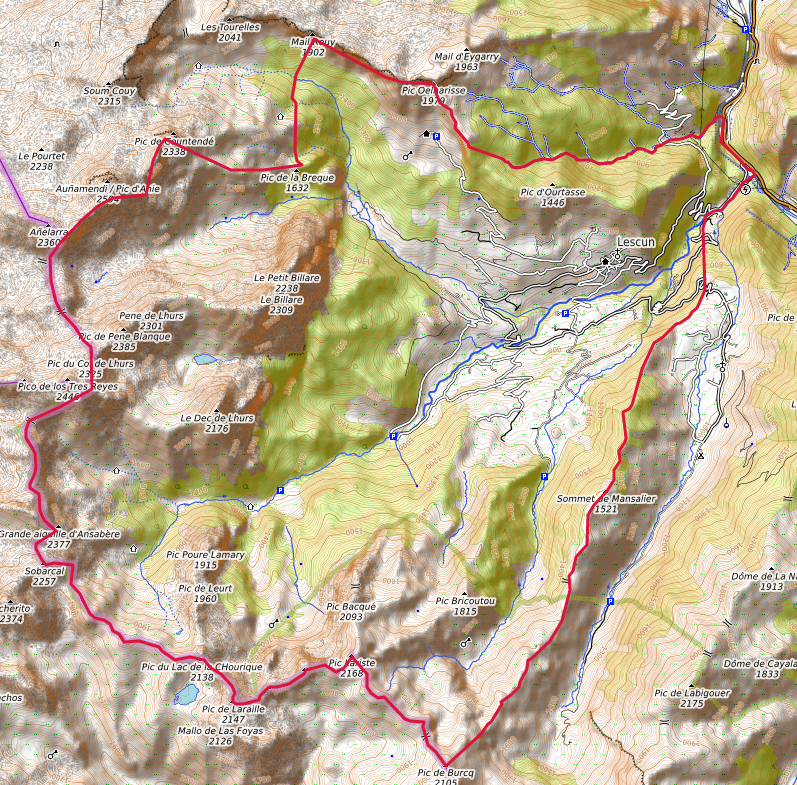
Carte topographique.

La commune fait partie de la vallée d'Aspe.
Elle est située à 900 m d'altitude, ce qui fait d'elle la plus haute commune des Pyrénées-Atlantiques.
Lescun est situé sur le GR 10 qui traverse les Pyrénées.
Elle possède un cirque naturel : le cirque de Lescun, l'un des plus beaux belvédères de la vallée d'Aspe. C'est par conséquent une destination appréciée des randonneurs et des grimpeurs. Plusieurs lacs et sommets peuvent ainsi être atteints à partir de Lescun, comme le lac de Lhurs, le lac d'Ansabère, le Billare, le Pic d'Anie, le Pic de l'Arraille, le Pic d'Ansabère, et la Grande Aiguille d'Ansabère.

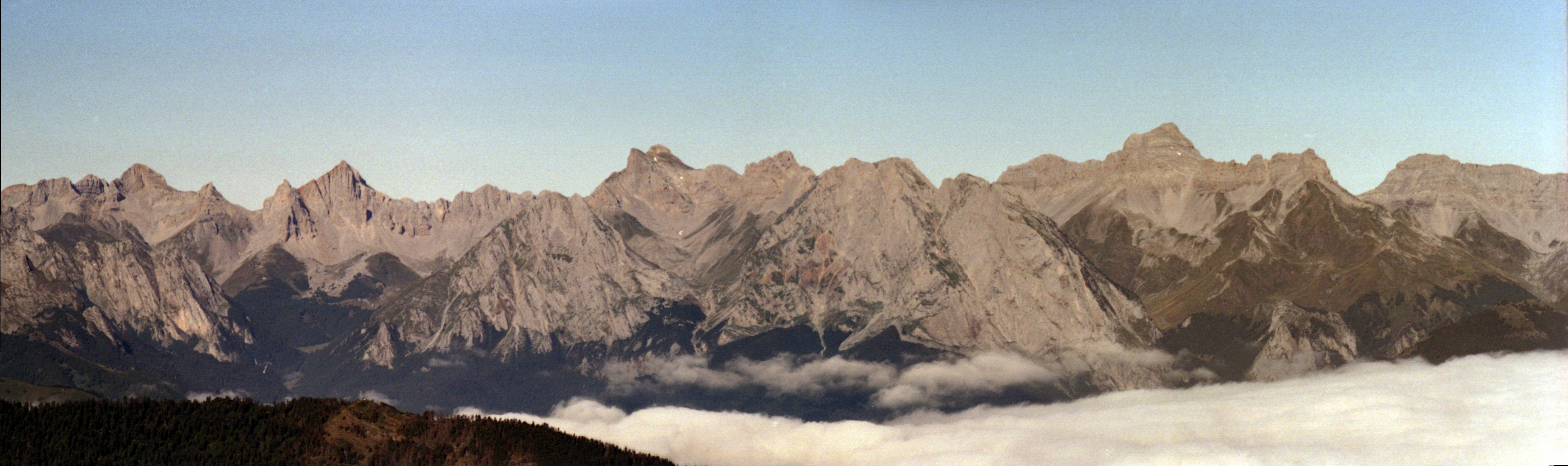
Le cirque de Lescun vu du massif de Sesques.

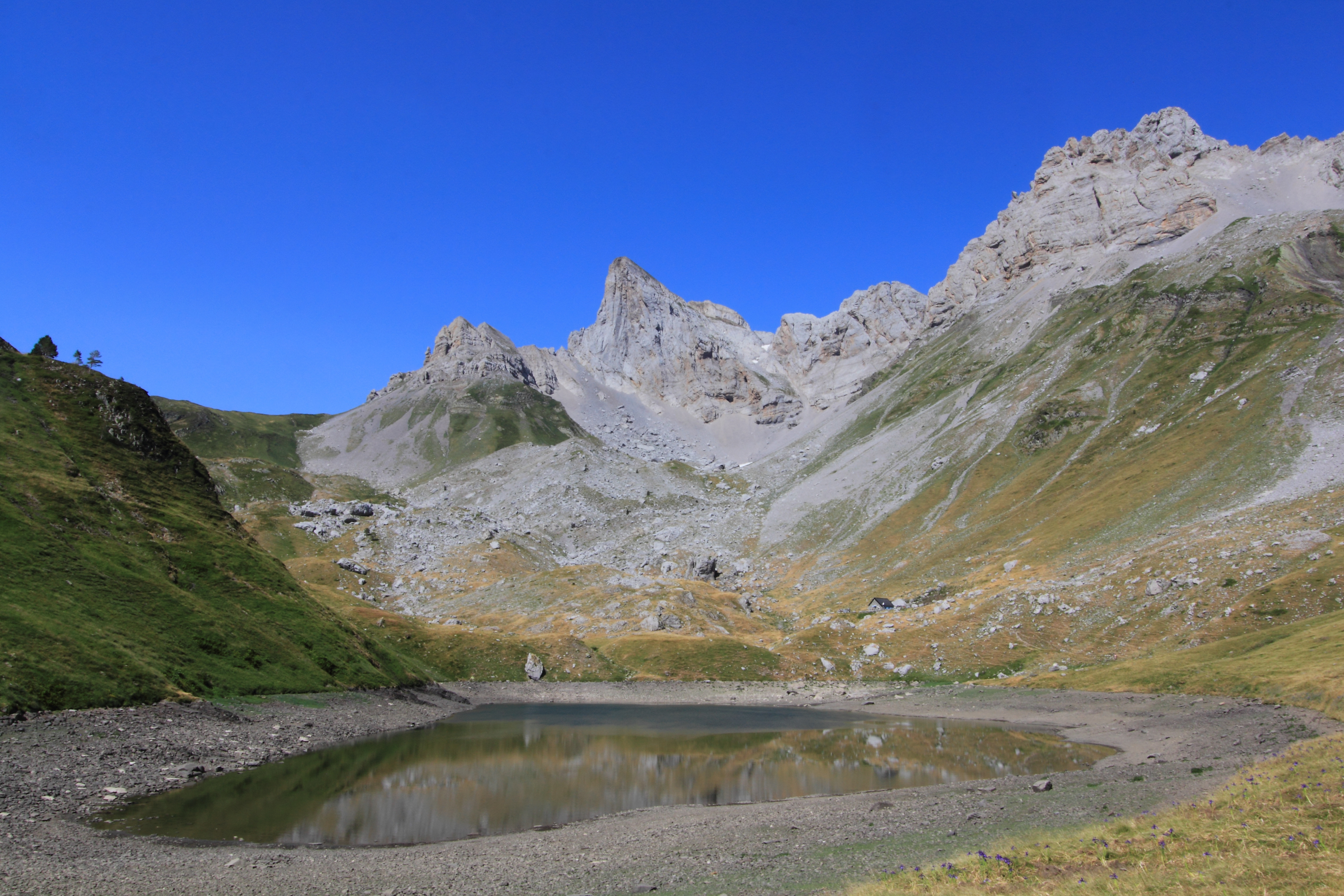
Le lac de Lhurs.
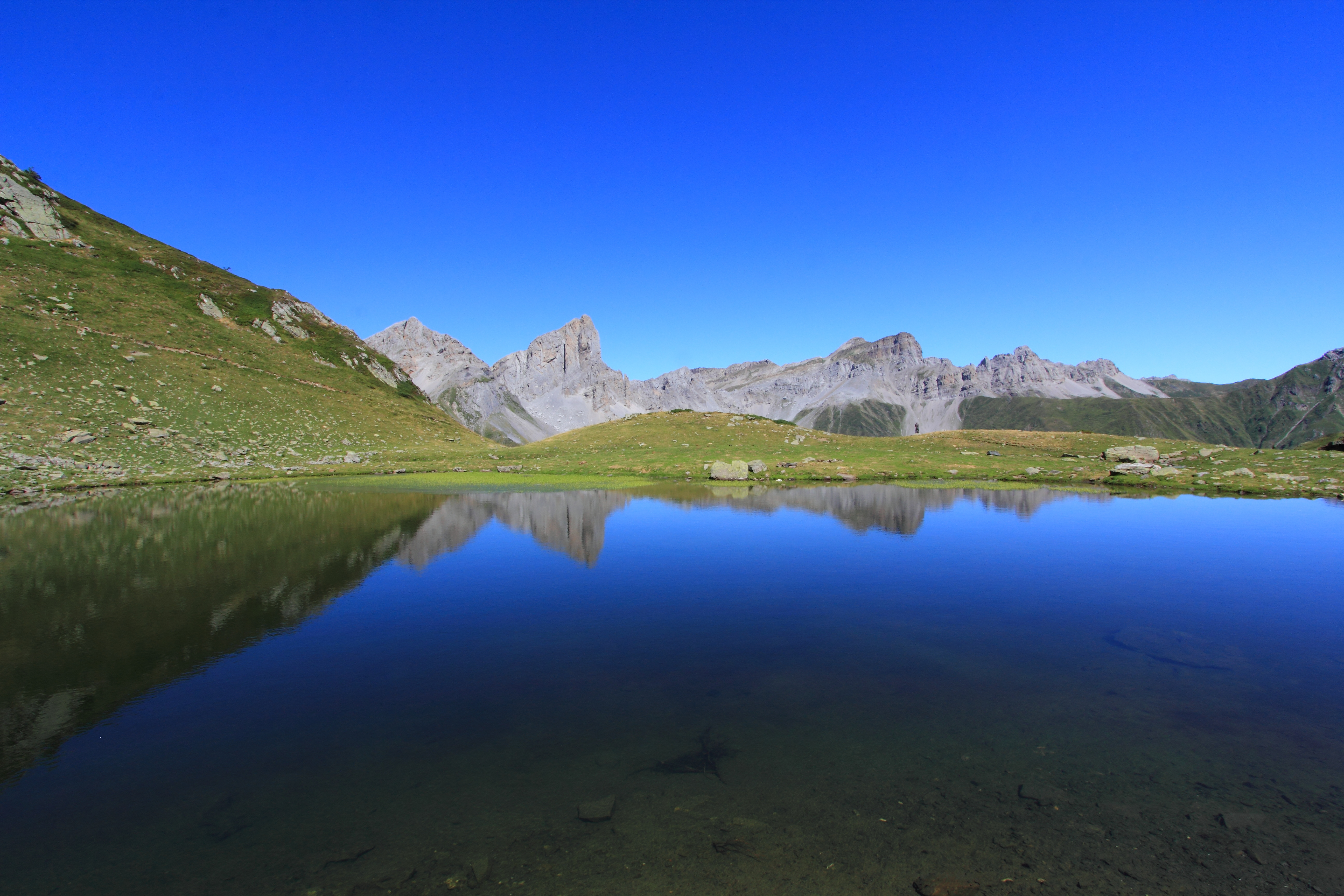
Le lac d'Ansabère.
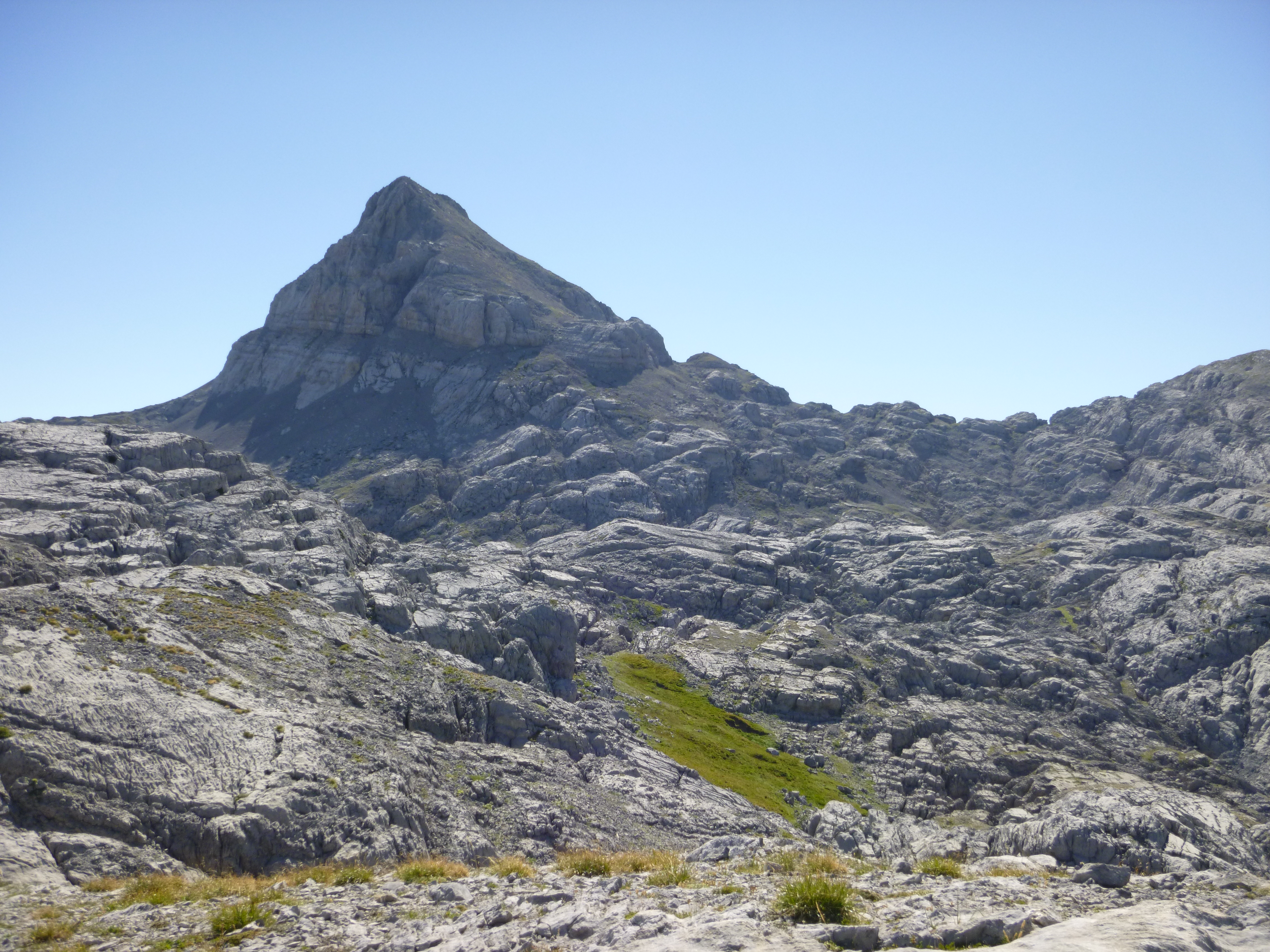
Le pic d'Anie.

### Hydrographie

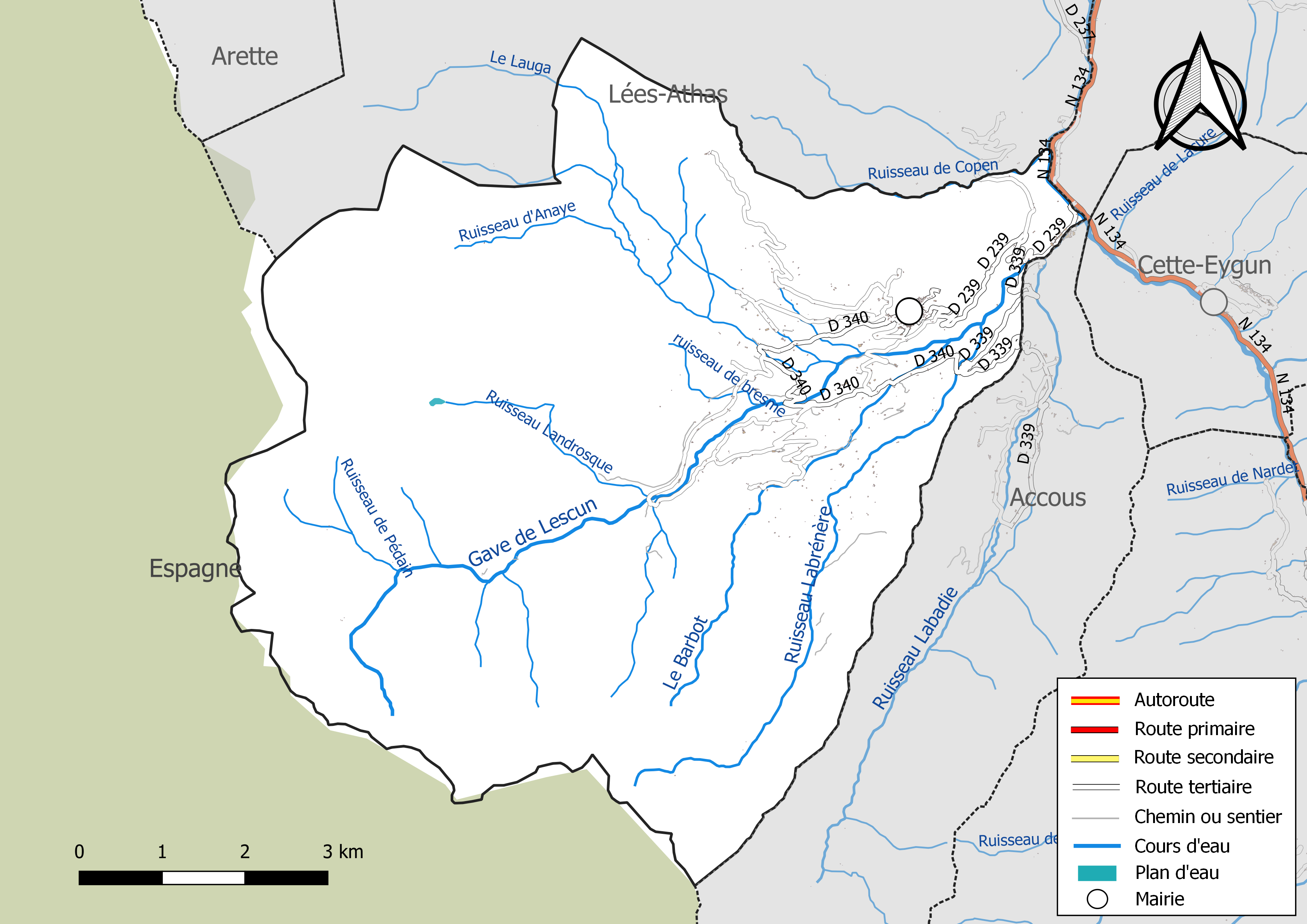
Réseaux hydrographique et routier de Lescun.

La commune est drainée par le gave d'Aspe, le gave de Lescun, le Barbot, le ruisseau Labrénère, le Lauga, le ruisseau d'Anaye, le ruisseau de bresme, le ruisseau de Copen, le ruisseau de Oueils, le ruisseau de Pédain, le ruisseau Landrosque, et par divers petits cours d'eau, constituant un réseau hydrographique de 61 km de longueur totale,.
Le gave d'Aspe, d'une longueur totale de 58,1 km, prend sa source dans le cirque d'Aspe, au pied du mont Aspe (2 643 m), en Espagne, et s'écoule du sud vers le nord. Il traverse la commune et se jette dans le gave d'Oloron à Oloron-Sainte-Marie, après avoir traversé 17 communes.
Le gave de Lescun, d'une longueur totale de 12,6 km, prend sa source dans la commune et s'écoule du sud-ouest vers le nord-ouest. Il traverse la commune et se jette dans le gave d'Aspe à Accous.

### Climat
Pour des articles plus généraux, voir Climat de la Nouvelle-Aquitaine et Climat des Pyrénées-Atlantiques.
Historiquement, la commune est exposée à un climat de montagne.
En 2020, Météo-France publie une typologie des climats de la France métropolitaine dans laquelle la commune est toujours exposée à un climat de montagne et est dans la région climatique Pyrénées atlantiques, caractérisée par une pluviométrie élevée (>1 200 mm/an) en toutes saisons, des hivers très doux (7,5 °C en plaine) et des vents faibles.
Pour la période 1971-2000, la température annuelle moyenne est de 10,3 °C, avec une amplitude thermique annuelle de 13,3 °C. Le cumul annuel moyen de précipitations est de 1 507 mm, avec 11,6 jours de précipitations en janvier et 9,4 jours en juillet. Pour la période 1991-2020, la température moyenne annuelle observée sur la station météorologique la plus proche, située sur la commune de Licq-Athérey à 25 km à vol d'oiseau, est de 13,1 °C et le cumul annuel moyen de précipitations est de 1 528,1 mm,. Pour l'avenir, les paramètres climatiques de la commune estimés pour 2050 selon différents scénarios d’émission de gaz à effet de serre sont consultables sur un site dédié publié par Météo-France en novembre 2022.

### Milieux naturels et biodiversité

#### Espaces protégés
La protection réglementaire est le mode d’intervention le plus fort pour préserver des espaces naturels remarquables et leur biodiversité associée,.
Dans ce cadre, la commune fait partie de la zone cœur et de l'aire d'adhésion du Parc National des Pyrénées. Créé en 1967 et d'une superficie de 45 806 ha, ce parc abrite une faune riche et spécifique particulièrement intéressante : importantes populations d’isards, colonies de marmottes réimplantées avec succès, grands rapaces tels le Gypaète barbu, le Vautour fauve, le Percnoptère d’Égypte ou l’Aigle royal, le Grand tétras et le discret Desman des Pyrénées qui constitue l’exemple type de ce précieux patrimoine confié au Parc national et aussi l'Ours des Pyrénées,.

#### Réseau Natura 2000
Le réseau Natura 2000 est un réseau écologique européen de sites naturels d'intérêt écologique élaboré à partir des Directives « Habitats » et « Oiseaux », constitué de zones spéciales de conservation (ZSC) et de zones de protection spéciale (ZPS).
Deux sites Natura 2000 ont été définis sur la commune au titre de la « directive Habitats », : 
- le « massif de l'Anie et d'Espelunguère », d'une superficie de 14 253 ha, un massif montagneux siliceux avec des secteurs calcaires, avec de nombreux habitats herbacés à boisés, siliceux à calcaires, secs à humides[25] ;
- « le gave d'Aspe et le Lourdios (cours d'eau) », d'une superficie de 1 595 ha, un vaste réseau de torrents d'altitude et de cours d'eau de coteaux à très bonne qualité des eaux[26] ;

et deux au titre de la « directive Oiseaux », : 
- les « hautes vallées d'Aspe et d'Ossau », d'une superficie de 49 106 ha, une vaste étendue de système montagnard et alpin étalée sur plusieurs vallées incluant la Zone centrale du Parc national des Pyrénées, dont l'intérêt est la présence d'habitats et d'espèces de haute altitude, souvent spécifiques aux Pyrénées[27] ;
- la « Haute Soule : massif de la Pierre Saint-Martin », d'une superficie de 18 312 ha, un vaste ensemble montagneux de basse à haute altitude[28].

#### Zones naturelles d'intérêt écologique, faunistique et floristique
L’inventaire des zones naturelles d'intérêt écologique, faunistique et floristique (ZNIEFF) a pour objectif de réaliser une couverture des zones les plus intéressantes sur le plan écologique, essentiellement dans la perspective d’améliorer la connaissance du patrimoine naturel national et de fournir aux différents décideurs un outil d’aide à la prise en compte de l’environnement dans l’aménagement du territoire.
Quatre ZNIEFF de type 1 sont recensées sur la commune, : 
- le « cirque de Lescun » (5 691,44 ha), couvrant 4 communes du département[30] ;
- le « massif karstique du pic d'Anie et gouffres de la Pierre-Saint-Martin » (2 464,26 ha), couvrant 3 communes du département[31] ;
- le « réseau hydrographique du gave d'Aspe et ses rives » (1 207,81 ha), couvrant 23 communes du département[32] ;
- la « Rive gauche de la Haute vallée d'Aspe » (9 444,85 ha), couvrant 5 communes du département[33] ;

et deux ZNIEFF de type 2,, : 
- le « réseau hydrographique du gave d'Oloron et de ses affluents » (6 885,32 ha), couvrant 114 communes dont 2 dans les Landes et 112 dans les Pyrénées-Atlantiques[34] ;
- la « vallée d'Aspe » (54 924,87 ha), couvrant 22 communes du département[35].

#### Site du CEN Aquitaine
Le val de Copen (9 ha) est un des sites du conservatoire régional des espaces naturels des Pyrénées.

## Urbanisme

### Typologie
Au 1er janvier 2024, Lescun est catégorisée commune rurale à habitat dispersé, selon la nouvelle grille communale de densité à sept niveaux définie par l'Insee en 2022.
Elle est située hors unité urbaine et hors attraction des villes,.

### Occupation des sols

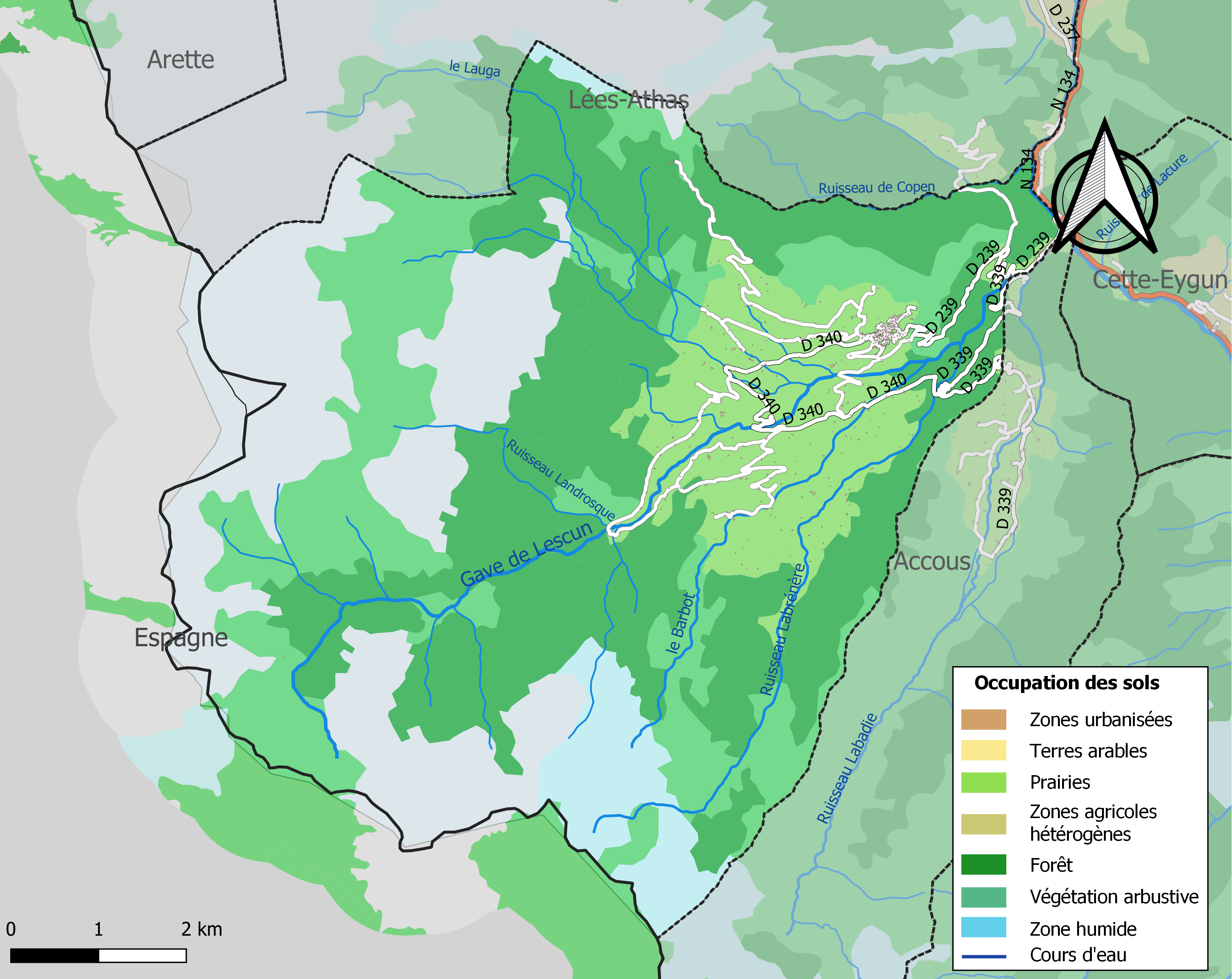
Carte des infrastructures et de l'occupation des sols de la commune en 2018 (CLC).

L'occupation des sols de la commune, telle qu'elle ressort de la base de données européenne d’occupation biophysique des sols Corine Land Cover (CLC), est marquée par l'importance des forêts et milieux semi-naturels (86 % en 2018), une proportion sensiblement équivalente à celle de 1990 (85,4 %). La répartition détaillée en 2018 est la suivante : 
forêts (37 %), espaces ouverts, sans ou avec peu de végétation (27,2 %), milieux à végétation arbustive et/ou herbacée (21,8 %), prairies (14 %). L'évolution de l’occupation des sols de la commune et de ses infrastructures peut être observée sur les différentes représentations cartographiques du territoire : la carte de Cassini (XVIIIe siècle), la carte d'état-major (1820-1866) et les cartes ou photos aériennes de l'IGN pour la période actuelle (1950 à aujourd'hui).

### Lieux-dits et hameaux
- Ansabé ;
- Ansabère ;
- Anso ;
- Bordalat ;
- Itchaxe ;
- Landrosque ;
- Lassablou ;
- Lasseube ;
- Urbiet ;
- Village.

### Risques majeurs
Le territoire de la commune de Lescun est vulnérable à différents aléas naturels : météorologiques (tempête, orage, neige, grand froid, canicule ou sécheresse), inondations, feux de forêts, mouvements de terrains, avalanche  et séisme (sismicité moyenne). Il est également exposé à un risque particulier : le risque de radon. Un site publié par le BRGM permet d'évaluer simplement et rapidement les risques d'un bien localisé soit par son adresse soit par le numéro de sa parcelle.

#### Risques naturels
Certaines parties du territoire communal sont susceptibles d’être affectées par le risque d’inondation par une crue torrentielle ou à montée rapide de cours d'eau, notamment le gave d'Aspe et le gave de Lescun. La commune a été reconnue en état de catastrophe naturelle au titre des dommages causés par les inondations et coulées de boue survenues en 1982, 2009 et 2021,.
Lescun est exposée au risque de feu de forêt. En 2020, le premier plan de protection des forêts contre les incendies (PDPFCI) a été adopté pour la période 2020-2030. La réglementation des usages du feu à l’air libre et les obligations légales de débroussaillement dans le département des Pyrénées-Atlantiques font l'objet d'une consultation de public ouverte du 16 septembre au 7 octobre 2022,.
Les mouvements de terrains susceptibles de se produire sur la commune sont des mouvements de sols liés à la présence d'argile et des affaissements et effondrements liés aux cavités souterraines (hors mines). Afin de mieux appréhender le risque d’affaissement de terrain, un inventaire national permet de localiser les éventuelles cavités souterraines sur la commune.

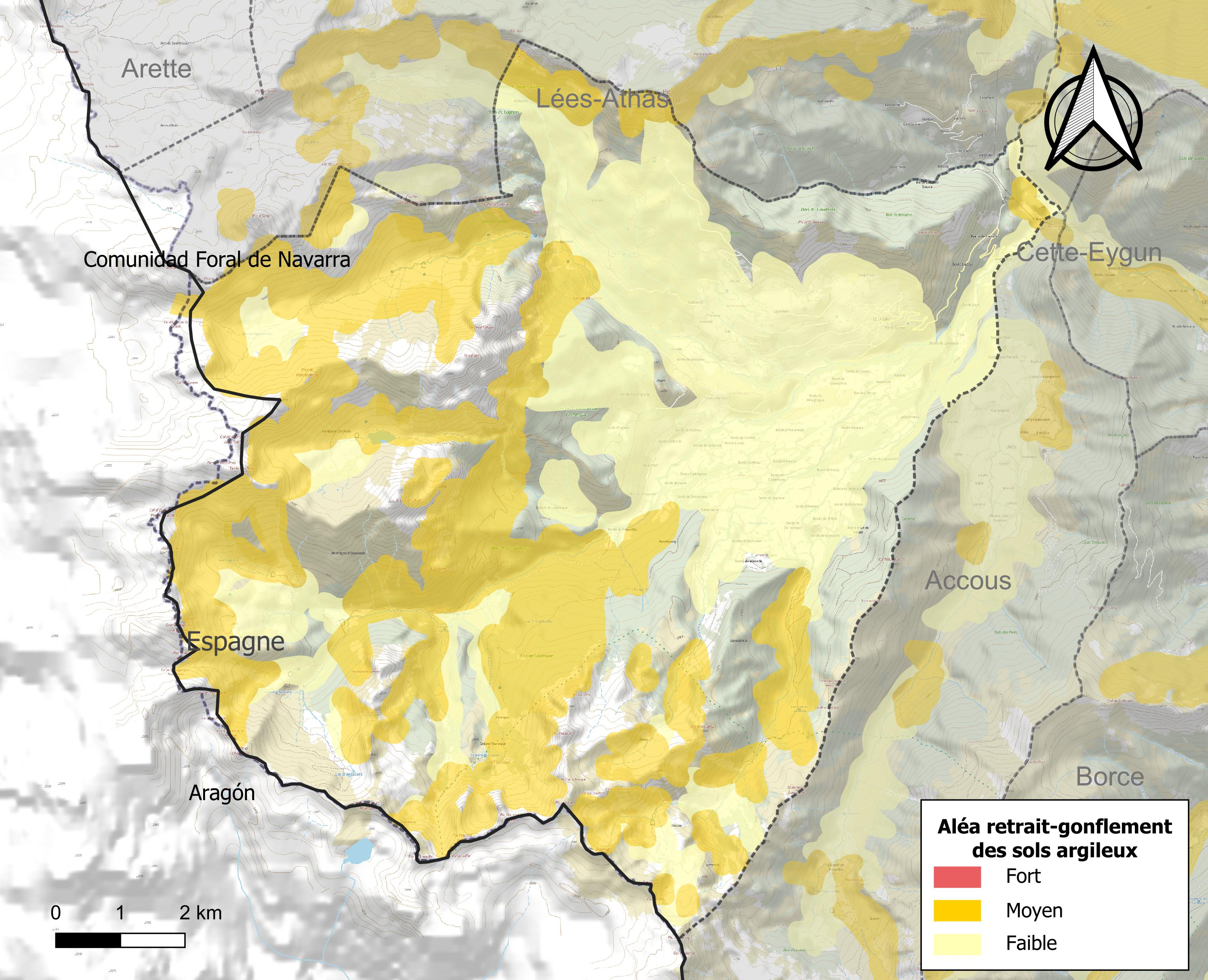
Carte des zones d'aléa retrait-gonflement des sols argileux de Lescun.

Le retrait-gonflement des sols argileux est susceptible d'engendrer des dommages importants aux bâtiments en cas d’alternance de périodes de sécheresse et de pluie. 35,6 % de la superficie communale est en aléa moyen ou fort (59 % au niveau départemental et 48,5 % au niveau national). Depuis le 1er octobre 2020, en application de la loi ELAN, différentes contraintes s'imposent aux vendeurs, maîtres d'ouvrages ou constructeurs de biens situés dans une zone classée en aléa moyen ou fort,.
La commune est exposée aux risques d'avalanche. Les habitants exposés à ce risque doivent se renseigner, en mairie, de l’existence d’un plan de prévention des risques avalanches (PPRA). Le cas échéant, identifier les mesures applicables à l'habitation, identifier, au sein de l'habitation, la pièce avec la façade la moins exposée à l’aléa pouvant faire office, au besoin, de zone de confinement et équiper cette pièce avec un kit de situation d’urgence,.

#### Risque particulier
Dans plusieurs parties du territoire national, le radon, accumulé dans certains logements ou autres locaux, peut constituer une source significative d’exposition de la population aux rayonnements ionisants. Selon la classification de 2018, la commune de Lescun est classée en zone 3, à savoir zone à potentiel radon significatif.

## Toponymie
Le toponyme Lescun apparaît sous les formes 
Lascun (1077, chroniques de l'abbaye de la Peña), 
Alaschu et Alaçchun en 1154, puis Alascun en 1170 (titres de Barcelone), 
Lescunium (1398, titres de Béarn), 
Lasquun et Sente-Aulalie de Lescun (1609, insinuations du diocèse d'Oloron).
Le nom est d'origine basque, de lats (ruisseau) avec le suffixe locatif -kun/-gun et signifie  « endroit où il y a des ruisseaux », ce qui correspond bien au site du cirque de Lescun.
Son nom béarnais est Lascun ou Lascu.
Le lac d'Ansabé, le col d'Ansabère (frontière espagnole) et le port d'Anso (ou Pétrégaïne - col situé entre la vallée espagnole d'Anso et la France), sont trois toponymes mentionnés en 1863 dans le dictionnaire topographique Béarn-Pays basque.

## Histoire
Paul Raymond note que la baronnie de Lescun était l'une des grandes baronnies de Béarn, et qu'elle dépendait, tout comme l'abbaye laïque de Lescun, de la vicomté de Béarn.
En 1385, Lescun comptait 63 feux et dépendait du bailliage d'Aspe. 
Le 7 septembre 1794 vit à Lescun la victoire des Béarnais sur l'Espagne, durant le conflit armé commencé en 1793.

## Politique et administration
| Période    | Période  | Identité             | Étiquette | Qualité         |
| ---------- | -------- | -------------------- | --------- | --------------- |
| avant 1981 | ?        | François Tresarricq  |           |                 |
| 1995       | 2014     | François Baye        | DVG       |                 |
| 2014       | 2020     | Pierre-Félix Cauhapé |           |                 |
| 2020       | En cours | Danielle Gay         |           | Bergère-Peintre |

### Intercommunalité
La commune fait partie de quatre structures intercommunales :
- la communauté de communes de la Vallée d'Aspe puis la communauté de communes du Haut Béarn ;
- le syndicat d’énergie des Pyrénées-Atlantiques ;
- le syndicat intercommunal d'aide matérielle à la scolarisation en vallée d'Aspe ;
- le syndicat mixte du Haut-Béarn.

## Population et société

### Démographie
L'évolution du nombre d'habitants est connue à travers les recensements de la population effectués dans la commune depuis 1793. Pour les communes de moins de 10 000 habitants, une enquête de recensement portant sur toute la population est réalisée tous les cinq ans, les populations de référence des années intermédiaires étant quant à elles estimées par interpolation ou extrapolation. Pour la commune, le premier recensement exhaustif entrant dans le cadre du nouveau dispositif a été réalisé en 2008.

En 2022, la commune comptait 167 habitants, en évolution de −6,7 % par rapport à 2016 (Pyrénées-Atlantiques : +3,78 %, France hors Mayotte : +2,11 %).
| 1793  | 1800  | 1806  | 1821  | 1831  | 1836  | 1841  | 1846  | 1851  |
| ----- | ----- | ----- | ----- | ----- | ----- | ----- | ----- | ----- |
| 1 212 | 1 245 | 1 126 | 1 030 | 1 118 | 1 173 | 1 470 | 1 478 | 1 473 |

| 1856  | 1861  | 1866  | 1872  | 1876  | 1881 | 1886  | 1891  | 1896 |
| ----- | ----- | ----- | ----- | ----- | ---- | ----- | ----- | ---- |
| 1 377 | 1 458 | 1 571 | 1 479 | 1 415 | 942  | 1 121 | 1 033 | 960  |

| 1901 | 1906 | 1911 | 1921 | 1926 | 1931 | 1936 | 1946 | 1954 |
| ---- | ---- | ---- | ---- | ---- | ---- | ---- | ---- | ---- |
| 992  | 999  | 838  | 668  | 597  | 601  | 473  | 441  | 380  |

| 1962 | 1968 | 1975 | 1982 | 1990 | 1999 | 2006 | 2008 | 2013 |
| ---- | ---- | ---- | ---- | ---- | ---- | ---- | ---- | ---- |
| 367  | 314  | 276  | 208  | 198  | 203  | 186  | 181  | 189  |

| 2018 | 2022 | - | - | - | - | - | - | - |
| ---- | ---- | - | - | - | - | - | - | - |
| 166  | 167  | - | - | - | - | - | - | - |

## Économie
L'économie de la commune est essentiellement orientée vers l'agriculture (bovins et ovins). La transformation du lait en fromage reste dominante et l'élevage de troupeaux mixtes (vache, brebis) permet la production d'un produit fermier rare aujourd'hui : le fromage mixte. Le territoire de la commune compose une partie de la zone de production de l'appellation ossau-iraty, protégée via le label AOC.
Une entreprise de fabrication de peinture est située dans le territoire de la commune: Toyal Europe.

## Culture locale et patrimoine

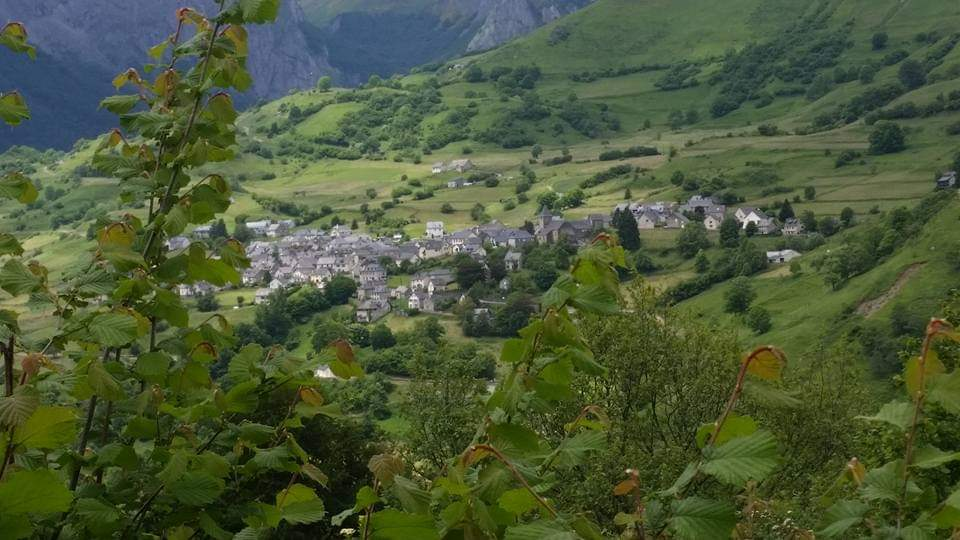
Vue sur Lescun

### Patrimoine civil
- Maisons des XIVe, XVe, XVIe, XVIIIe et XIXe siècles (four à pain, fenil, étable, porcherie).
- Maison forte du XIVe siècle, rénovée au XIXe siècle.
- Gare sur la ligne Pau-Canfranc, fermée au trafic depuis 1970.
- Le GR10 traverse le village.

### Patrimoine religieux
- Étape sur la via Tolosane, nom latin d'un des quatre chemins de France du pèlerinage de Saint-Jacques-de-Compostelle.
- Église Sainte-Eulalie, XVIe siècle, rénovée au XIXe siècle. Ancien corbillard remisé dans l'église.

## Équipements
Lescun est équipée de chasse-neige pour dégager les rues les plus larges du village de l'accumulation de neige l'hiver.
Un hangar de sapeurs pompiers est également présent à Lescun sous le village. Le Centre d intervention et de secours de Lescun est intégré au groupement sud du SDIS des Pyrénées atlantiques.